# Marie Klára z Ditrichštejna
Hraběnka Marie Klára z Ditrichštejna (německy Maria Klara von Dietrichstein, 7. září 1626 – 28. ledna 1667) byla moravská a rakouská šlechtična z knížecího rodu Ditrichštejnů a sňatkem hraběnka z Trauttmansdorffu.

## Život
Narodila se jako šesté dítět a pátá (ale čtvrtou žijící) dcera Maxmiliána, 2. knížete z Ditrichštejna na Mikulově, a jeho první manželky princezny Anny Marie, dcery knížete Karla I. z Lichtenštejna, vévody opavského a krnovského.

### Manželství a potomstvo
Dne 16. ledna 1650 se Marie Klára ve Vídni provdala za hraběte Jana Bedřicha z Trauttmansdorffu, svobodného pána z Gleichenbergu (5. ledna 1619 – 4. února 1696), císařského komorníka a tajného radu. Z jejich manželství se narodilo šest dětí:   
- Žofie Regina (1652 – ?), provdala se 25. února 1677 za Jana Josefa, barona Jeníška z Újezda.
- Jan Bedřich František (1654 – 26. července 1687).
- Marie Kateřina (1656 – 28. července 1673).
- Johana Beatrix Isabela (9. března 1661 – 13. dubna 1741) poprvé se provdala 19. května 1680 za hraběte Wolfganga Tomáše z Erdődy a podruhé 9. června 1693 za hraběte Alexandra Mikuláše z Erdődy.
- Marie Alžběta Anna (3. září 1663 – ?), jeptiška.
- Marie Klára Eleonora (1664/67 – 7. srpna 1724), provdaná v roce 1685 za hraběte Jiřího Bedřicha z Mörspergu.

Marie Klára zemřela 28. ledna 1667 ve věku čtyřiceti let. Její manžel Jan Bedřich z Trauttmansdorffu ji přežil o téměř 30 let. Po její smrti ještě dvakrát oženil, poprvé v roce 1668 s Annou Marií Berkovou z Dubé a podruhé v roce 1676 s Marií Eleonorou ze Šternberka, dcerou Václava Jiřího Holického ze Šternberka a Voršily Polyxeny Bořitové z Martinic.
Z posledního manželství se Janu Bedřichovi narodilo jěště několik dětí, z toho:
- František Václav z Trauttmansdorffu
- Marie Josefa z Trauttmansdorffu
- František Antonín Adam z Trauttmansdorffu